# Ponto de Gergonne
O ponto de Gergonne de um triângulo é um ponto notável no interior de um triângulo. A denominação é um reconhecimento ao matemático francês Joseph Diez Gergonne. 

## Círculo inscrito
O círculo inscrito do triângulo {\displaystyle ABC} tem centro {\displaystyle M} e toca os lados do triângulo nos pontos {\displaystyle X}, {\displaystyle Y} e {\displaystyle Z}. Gergonne mostrou que as linhas de conexão entre estes pontos de contato e o vértice oposto do triângulo cruzam-se em um ponto, o ponto de Gergonne {\displaystyle G}.
Que essas linhas se cruzam em um ponto segue-se de {\displaystyle {\overline {AZ}}={\overline {AY}}}, etc., e do teorema de Ceva.

## Propriedades
- O ponto de Gergonne encontra-se em uma linha reta com o centro de gravidade e o ponto médio (nesta ordem).
- O ponto de Gergonne e o ponto de Nagel são conjugados isotômicos.

## Coordenadas
| Gergonne-Punkt ({\displaystyle X_{7}}) | Gergonne-Punkt ({\displaystyle X_{7}}) |
| -------------------------------------- | --- |
| Coordenadas trilineares                | {\displaystyle {\frac {bc}{b+c-a}}\,:\,{\frac {ca}{c+a-b}}\,:\,{\frac {ab}{a+b-c}}} {\displaystyle =\sec ^{2}{\frac {\alpha }{2}}\,:\,\sec ^{2}{\frac {\beta }{2}}\,:\,\sec ^{2}{\frac {\gamma }{2}}} |
| Coordenadas baricêntricas              | {\displaystyle {\frac {1}{b+c-a}}\,:\,{\frac {1}{c+a-b}}\,:\,{\frac {1}{a+b-c}}} |